# Народный писатель Республики Марий Эл
Народный писатель Республики Марий Эл — государственная награда, почётное звание Республики Марий Эл.

## История
В 1957 году в республике было учреждено почётное звание «Народный писатель Марийской АССР». Первым этого звания удостоен Никандр Лекайн.

## Основания награждения
Звания «Народный писатель Республики Марий Эл» и «Народный поэт Республики Марий Эл» присваиваются писателям, поэтам, драматургам, прозаикам, литературоведам, создавшим особо ценные художественные произведения, получившие широкое общественное признание.
Лицам, удостоенным этого почётного звания, Главой Республики Марий Эл вручаются удостоверение и нагрудный знак.

## Список обладателей почётного звания
- Народные писатели Марийской АССР[3][4]
  - Никандр Лекайн (1957).
  - Сергей Николаев (1958).
  - Василий Юксерн (1978).
  - Аркадий Крупняков (1978).
  - Ким Васин (1984).
- Народные писатели Республики Марий Эл[4]
  - Зинаида Каткова (1992)[3].
  - Николай Арбан (1994)[3].
  - Миклай Рыбаков (1996)[3].
  - Александр Юзыкайн (1996)[3].
  - Алексей Краснопёров (2000)[3].
  - Вячеслав Абукаев-Эмгак (2006)[3].
  - Василий Регеж-Горохов (2007)[3].
  - Леонид Яндаков (2008)[5].
  - Юрий Галютин-Ялзак (2010)[6].
  - Виталий Петухов (2014)[7].
  - Аркадий Богданов (2015)[8].
  - Мария Илибаева (2018)[9].
  - Ипполит Лобанов (2019)[10].
  - Зоя Дудина (2022)[11].